# Stanisław Sieradzki
Stanisław Sieradzki, ps. Świst (ur. 14 września 1921 w Iłowie-Osadzie, zm. 16 lutego 2009 w Warszawie) – powstaniec warszawski, żołnierz 3. drużyny III plutonu „Felek” 2. kompanii „Rudy” batalionu „Zośka”.

## Życiorys
Urodził się w 1921 r. w Iłowie k. Działdowa, w rodzinie Wawrzyna i Elżbiety ze Strzeszyńskich. Ukończył szkołę powszechną w Iłowie, następnie w latach 1935–1939 uczęszczał do Państwowego Gimnazjum i Liceum w Działdowie. Od 1932 r. działał w harcerstwie. Jako ochotnik 32 pułku piechoty brał udział w kampanii wrześniowej. Pod koniec 1939 r. wysłany do Prus Wschodnich na przymusowe roboty do Olsztyna. Stamtąd uciekł w 1942 r. i przybył do Warszawy, gdzie dzięki Jerzemu Zakrzewskiemu dostał się do Grup Szturmowych Szarych Szeregów. Działał w małym sabotażu, brał udział w akcji „N” oraz akcjach „Par I” i „Par II” (bazy leśne). Ukończył Szkołę Podchorążych Rezerwy Piechoty Agricola.

## Powstanie warszawskie
W powstaniu warszawskim brał udział w szeregach batalionu Zośka, przeszedł cały szlak bojowy „Zośki”, walczył na Woli, bronił Starówki, kanałami przeprowadził swych 63 kolegów do Śródmieścia. Potem znalazł się na górnym Czerniakowie. Tu został po raz trzeci ranny. Przeżył wydobyty spod gruzu. Z Czerniakowa przedostał się na drugą stronę Wisły pontonami 3 Dywizji im. Romualda Traugutta. Tam trafił do szpitala na Grochowie.

## Lata powojenne
W listopadzie 1944 roku aresztowany przez NKWD, dostał się do obozu w Majdanku. By uniknąć zsyłki na Syberię, w Przemyślu wstąpił do Ludowego Wojska Polskiego.
Do Warszawy powrócił 18 stycznia 1945 r. Podjął pracę w Chorągwi Mazowieckiej ZHP. W latach 1945–1949 był instruktorem Hufca Mińsk Mazowiecki. Rozpoczął studia w Szkole Głównej Handlowej.

### Aresztowanie
W 1949 roku aresztowany został przez komunistyczne służby bezpieczeństwa. Oskarżano go o próbę obalenia siłą ustroju państwa. W 1950 r. wyrokiem Sądu Wojskowego w Warszawie, skazano go na karę 10 lat pozbawienia wolności. Trzy lata później sąd w Rzeszowie skazał Śwista na karę śmierci, którą zamienił później na karę 15 lat więzienia. Nikt osadzonego o tej zmianie nie poinformował. Przez wiele lat czekał na wykonanie wyroku. Przebywał w zakładach karnych we Wronkach, Potulicach, Rzeszowie oraz Płocku. Na wolność wyszedł w listopadzie 1956 r.

### Losy po 1956 r.
Od 1966 roku pełnił funkcję sekretarza Środowiska Batalionu „Zośka”. W latach 1969–1998 pełnił funkcję instruktora Hufca Sulejówek im. batalionu „Zośka”. Był współzałożycielem i członkiem Społecznego Komitetu Opieki nad Grobami Poległych Żołnierzy Batalionu „Zośka”. Od 2001 r. do śmierci w 2009 r. współpracował z Muzeum Harcerstwa.
Często spotykał się z młodzieżą szkolną oraz harcerzami opowiadając im o powstaniu warszawskim.
Zmarł 16 lutego 2009 r. Pochowany na cmentarzu Wojskowym na Powązkach w Warszawie (kwatera D18-L02-2).

## Ordery i odznaczenia[3]
- Krzyż Oficerski Orderu Odrodzenia Polski (1999)
- Krzyż Kawalerski Orderu Odrodzenia Polski (1984)
- Krzyż Srebrny Orderu Virtuti Militari (1972)
- Krzyż Walecznych (dwukrotnie: 1944, 1945)
- Srebrny Krzyż Zasługi z Mieczami (1967)
- Krzyż Partyzancki (1970)
- Warszawski Krzyż Powstańczy (1981)[7]
- Medal za Warszawę 1939–1945 (1970)
- Medal Zwycięstwa i Wolności 1945 (1971)
- Krzyż Armii Krajowej (1975)
- Złoty Krzyż „Za Zasługi dla ZHP” (1981) z rozetą z mieczami (1983)
- Order Uśmiechu (1996)[8]

## Upamiętnienie
W podwarszawskim Sulejówku Stanisława Sieradzkiego upamiętniono nadając jego imię rondu położonemu u zbiegu ulic: Gabriela Narutowicza, Bartosza Głowackiego, Ludwika Solskiego i Thomasa Woodrowa Wilsona.
Jest patronem:
- 14 Drużyny Harcerskiej „Świszcze” Hufca ZHP Katowice
- 17 Drużyny Harcerzy Starszych i Wędrowników „Nawigacja” Hufca ZHP Sulejówek
- 17 Drużyny Starszoharcerskiej „Czarne Diabły” Hufca ZHP Kędzierzyn-Koźle
- Szczepu 32 WDHiGZ „Knieja” Hufca ZHP Warszawa-Praga-Południe
- Hufca ZHP Działdowo Chorągiew Warmińsko-Mazurska